# ژاکت (آلبوم)
ژاکت نام دومین آلبوم رسمی استودیویی محسن چاوشی است که با ترانه‌های امیر ارجینی، حسین صفا، علی مهرگان و محسن چاوشی، همچنین شعری از کیکاووس یاکیده و نیز تنظیم‌های محسن چاوشی، محمدرضا آهاری و شهاب اکبری ساخته شد. آهنگسازی کلیه قطعات این آلبوم با محسن چاوشی می‌باشد.

## فهرست آهنگ‌ها
| نام ترانه     | ترانه‌سرا       | آهنگساز    | تنظیم         |
| ------------- | -------------- | ---------- | ------------- |
| بازار خرمشهر  | علی مهرگان     | محسن چاوشی | شهاب اکبری    |
| چار دیواری    | امیر ارجینی    | محسن چاوشی | محسن چاوشی    |
| اسیری         | امیر ارجینی    | محسن چاوشی | محسن چاوشی    |
| دور آخر       | حسین صفا       | محسن چاوشی | محسن چاوشی    |
| حراج          | امیر ارجینی    | محسن چاوشی | محسن چاوشی    |
| خنده          | حسین صفا       | محسن چاوشی | محمدرضا آهاری |
| کی بهت خندیده | محسن چاوشی     | محسن چاوشی | شهاب اکبری    |
| لولای شکسته   | کیکاووس یاکیده | محسن چاوشی | محمدرضا آهاری |
| بخون امشب     | حسین صفا       | محسن چاوشی | محسن چاوشی    |
| دلشوره        | امیر ارجینی    | محسن چاوشی | محمدرضا آهاری |
| دریاچه مرده   | امیر ارجینی    | محسن چاوشی | محسن چاوشی    |
| ژاکت          | محسن چاوشی     | محسن چاوشی | محسن چاوشی    |

## بازتاب‌ها
بر طبق نظرسنجی سایت موسیقی ما ژاکت دومین آلبوم رسمی محسن چاوشی توانست با کسب آرای بیشتر در رقابت با آلبوم‌های ۱۴ علی لهراسبی و یکی بود، یکی نبود رضا صادقی عنوان محبوب‌ترین آلبوم پاپ سال ۱۳۸۸ موسیقی ایران را نصیب خود کند.
همچنین ژاکت به رکورد پر فروش‌ترین آلبوم سال ۸۸ رسید.